# Aeroportul Soddo
Aeroportul Soddo (IATA: SXU, ICAO: HASD) este un aeroport din Etiopia ce deservește zona Wolayta Sodo.
Situat la o altitudine de 1.951 m, aeroportul dispune de o singură pistă.